# Charles Frédéric Gerhardt

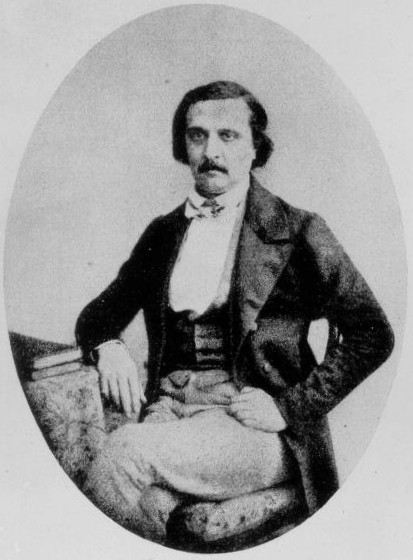
Charles Frédéric Gerhardt

Charles Frédéric Gerhardt (ur. 21 sierpnia 1816 w Strasburgu, zm. 18 lipca 1856 tamże) – francuski chemik.
W latach 1836–1837 był współpracował z Liebigiem, a 1838-1841 z Dumasem. W 1841 został profesorem uniwersytetu w Montpellier, 1848 w Paryżu, a od 1855 w Strasburgu. Rozwinął klasyfikację związków chemicznych oraz zaproponował wprowadzenie zapisu reakcji chemicznych w postaci równań. Wraz z Wurtzem rozszerzył i ugruntował "teorię typów" dotyczącą budowy związków chemicznych (opracowaną przez Dumasa). W 1852 roku odkrył bezwodniki kwasów organicznych. Jako jeden z niewielu chemików w swoich czasach był zwolennikiem teorii atomistycznych.